# 1997 în informatică
- 1996 în informatică — 1997 în informatică — 1998 în informatică

1997 în informatică a însemnat o serie de evenimente noi notabile:

## Premiul Turing
- Douglas Engelbart